# Nertchinsk
Nertchinsk (en russe : Нерчинск) est une ville du kraï de Transbaïkalie, en Russie. Sa population s'élevait à 14 906 habitants en 2019.

## Géographie
Nertchinsk se trouve sur la rive gauche de la rivière Nertcha, à sept kilomètres au-dessus de sa confluence avec la rivière Chilka, qui se jette dans l'Amour. Elle est située à 212 km à l'est de Tchita, à environ 600 km à l'est du lac Baïkal et à 4 915 km à l'est de Moscou.

## Histoire
Le fort de Nertchinsk remonte à 1654. Dès sa fondation, il est attaqué par Gantimour, le chef d'une tribu, qui lassé de payer le Iassak aux Russes depuis 1651, lance la révolte. Après avoir en grande partie saccagé la colonie, Gantimour est repoussé.
La ville proprement dite fut fondée quatre ans plus tard par Afanasy Pachkov, qui ouvrit ainsi une communication directe entre les établissements russes de Transbaïkalie et ceux de l'Amour, fondés par les Cosaques et des marchands de fourrures venus de la région de Iakoutsk. En 1689, le traité de Nertchinsk, signé entre la Russie et la Chine, arrêta toute nouvelle avancée de la Russie dans le bassin de l'Amour pendant près de deux siècles.
Nertchinsk devint le principal centre du commerce avec la Chine. L'ouverture de la route occidentale à travers la Mongolie, par Ourga, et l'établissement d'un poste de douane à Kiakhta, en 1728, déplaça ce commerce vers une route nouvelle. Mais Nertchinsk acquit une nouvelle importance grâce à l'arrivée d'immigrants, des exilés surtout, en Transbaïkalie, et à l'essor de l'activité minière et le grand nombre de condamnés envoyés dans le katorga de Nertchinsk. Nertchinsk devint finalement la ville principale de Transbaïkalie.
Nertchinsk reçut, en 1782, la visite de Samuel Bentham, un célèbre aventurier et ingénieur anglais. Bentham avait remarqué le potentiel de Nertchinsk pour servir d'accès à la mer d'Okhotsk, à condition que la navigation sur l'Amour soit autorisée par la Chine. Cela aurait permis de développer le commerce des fourrures avec l'océan Pacifique et les ports chinois jusqu'à Canton.
En 1812, Nertchinsk fut transférée des rives de la Chilka à son site actuel en raison d'inondations. La ville perdit sa suprématie régionale à la fin du XIXe siècle au profit de Tchita, car elle n'était pas sur le trajet du Transsibérien. En 1898 se forme le 1er régiment cosaque de Nertchinsk qui prend garnison dans la ville.
Au début du XXe siècle, Nertchinsk était bâtie en bois et ses quartiers les plus bas étaient souvent inondés. Les habitants vivaient principalement d'agriculture (tabac et élevage). Un commerce de bétail, de thé importé de Chine et de produits manufacturés russes faisaient vivre quelques marchands. Les mines d'or de la région étaient la propriété des Boutine, une famille de négociants, qui les exploitait. Le palais des Boutine de style néo-mauresque existe toujours, mais il est complètement délabré.
Aujourd'hui l'économie de Nertchinsk repose sur de modestes activités industrielles (électromécanique et agroalimentaire).

## Patrimoine
La ville possède un petit musée, fondé en 1884, la cathédrale de la Résurrection, construite en 1825 dans un style néoclassique pour commémorer le déplacement de la ville et dont le clocher a été détruit après la révolution bolchévique. Le monastère de l'Assomption, dans l'ancien site de Nerchinsk a été fondé en 1664 ; sa cathédrale, consacrée en 1712, est le bâtiment de style baroque moscovite le plus à l'est.

## Population
Recensements (*) ou estimations de la population
| 1856  | 1897* | 1913   | 1926* | 1931  | 1939*  | 1959*  |
| ----- | ----- | ------ | ----- | ----- | ------ | ------ |
| 4 700 | 6 639 | 14 700 | 6 500 | 7 800 | 17 500 | 13 500 |

| 1970*  | 1979*  | 1989*  | 2002*  | 2010*  | 2012   | 2013   |
| ------ | ------ | ------ | ------ | ------ | ------ | ------ |
| 13 376 | 16 937 | 16 961 | 15 748 | 14 959 | 14 912 | 14 945 |

| 2014   | 2015   | 2016   | 2017   | 2018   | 2019   | 2020 |
| ------ | ------ | ------ | ------ | ------ | ------ | ---- |
| 14 775 | 14 746 | 14 820 | 14 912 | 14 919 | 14 906 | -    |

## Personnalités
- Alexandre Frese (1840-1918), général de l'empire russe